# Tony Caldwell (cầu thủ bóng đá)
Anthony Caldwell (sinh ngày 21 tháng 3 năm 1958 ở Salford) là một cựu cầu thủ bóng đá người Anh thi đấu ở Football League ở vị trí tiền đạo.